# 루비 (수퍼내추럴)
루비(Ruby)는 미국 CW방송국의 드라마 《수퍼내추럴》에 등장하는 악마다. 시즌 3의 1화인 The Magnificent Seven부터 시즌 4의 최종화까지 등장했다. 느닷없이 나타나서 형제들을 도와주다가 결국엔 배신을 하는 캐릭터이다. 시즌 3때는 배우 케이티 캐시디가 연기하다가 시즌 4때부터는 예산상의 이유로 제네비브 코르테즈로 바뀌었다.